# 珍妮弗·埃尔莫索
珍妮弗·艾爾莫索·富恩特斯（西班牙語：Jennifer Hermoso Fuentes，1990年5月9日—），通稱珍妮·艾爾莫索（Jenni Hermoso），是西班牙職業女子足球运动员，司職前鋒，現效力墨女甲球隊老虎UANL及西班牙國家女子足球隊。艾爾莫索曾效力西女甲球隊巴塞罗那、馬德里競技和巴列卡諾閃電，並获得西甲、女子歐冠冠军。以及在2015、2019、2023年参加过女子世界盃，並奪得2023年冠軍。

## 外部連結
- 珍妮弗·埃尔莫索 – FIFA國際賽競賽紀錄 (存檔)
- 珍妮弗·埃尔莫索－UEFA國際賽競賽紀錄
- Soccerway資料庫：珍妮弗·埃尔莫索